# Biathlon-Europameisterschaften
Die Biathlon-Europameisterschaften (offiziell: IBU Open European Championships Biathlon; kurz: OECH) werden seit 1994 jährlich von der Internationalen Biathlon-Union (IBU) veranstaltet. Die Titelkämpfe finden meist Ende Januar oder im Februar vor den Biathlon-Weltmeisterschaften statt. Die absolute Weltspitze verzichtet meist auf eine Teilnahme an den Wettkämpfen; bei den offenen Europameisterschaften starten darum hauptsächlich Athleten, die üblicherweise am IBU-Cup teilnehmen oder im Weltcup kaum Spitzenplätze erreichen.
Seit 2016 werden die Biathlon-Junioreneuropameisterschaften (offiziell: IBU Junior Open European Championships) getrennt im Rahmen des IBU-Junior-Cups ausgetragen.

## Wettbewerbe
Bei den Europameisterschaften wird eine Auswahl aus den Disziplinen Sprint, Verfolgung, Einzel, Massenstart sowie Staffelrennen, Mixed- und Single-Mixed-Staffeln ausgetragen.

## Austragungsorte
| Jahr | Austragungsort       |
| ---- | -------------------- |
| 1993 | Osrblie 1            |
| 1994 | Kontiolahti          |
| 1995 | Le Grand-Bornand     |
| 1996 | Ridnaun              |
| 1997 | Windischgarsten      |
| 1998 | Minsk                |
| 1999 | Ischewsk             |
| 2000 | Kościelisko          |
| 2001 | Haute-Maurienne      |
| 2002 | Kontiolahti          |
| 2003 | Forni Avoltri        |
| 2004 | Minsk                |
| 2005 | Nowosibirsk          |
| 2006 | Arber                |
| 2007 | Bansko               |
| 2008 | Nové Město na Moravě |
| 2009 | Ufa                  |
| 2010 | Otepää               |

| Jahr | Austragungsort       |
| ---- | -------------------- |
| 2011 | Ridnaun              |
| 2012 | Osrblie              |
| 2013 | Bansko               |
| 2014 | Nové Město na Moravě |
| 2015 | Otepää               |
| 2016 | Tjumen               |
| 2017 | Duszniki-Zdrój       |
| 2018 | Ridnaun              |
| 2019 | Minsk-Raubitschy     |
| 2020 | Minsk-Raubitschy 2   |
| 2021 | Duszniki-Zdrój       |
| 2022 | Arber                |
| 2023 | Lenzerheide          |
| 2024 | Osrblie              |
| 2025 | Martell              |
| 2026 | Sjusjøen             |
| 2027 | Pokljuka             |
| 2028 | Obertilliach         |